# Anomalon vivum
Anomalon vivum là một loài tò vò trong họ Ichneumonidae.